# 磙子营乡
磙子营乡是中国河南省平顶山市鲁山县下辖的一个乡。

## 行政区划
滚子营乡下辖：滚子营村、徐庄村、谭庄村、沽沱村、韩南村、韩东村、韩西村、韩北村、渠庄村、洼陈村、高庄村、刘八庄村、白炼堂村、宝林村、孙街村、田庄村、新孔庄村、马头赵村、小杜庄村、三官庙村、萧河村、朴实头村、东岗埠村、程赵庄村、柳林村、古塘庄村、白庙村、郭胡桥村、孙沟村、山刘庄村、石岭村、魏冲村、里沟村、三山村、马场村、杨南村、杨东村、杨北村、井泉村、韩庄村、董庄村、双龙店村、平庄村、关西庄村、大尹庄村、东葛庄村、杨林村、新岗薛村。